# Escut d'Esterri d'Àneu

Escut oficial d'Esterri d'Àneu

L'escut oficial d'Esterri d'Àneu aprovada el 21 de febrer de 1987 d'acord amb la llei catalana de símbols té el següent blasonament: 
Escut caironat: d'argent, una vall de sinople carregada de 3 palles d'or posades en banda, sobremuntada d'una creu de Sant Pere de sable. Per timbre una corona mural de vila.

## Història

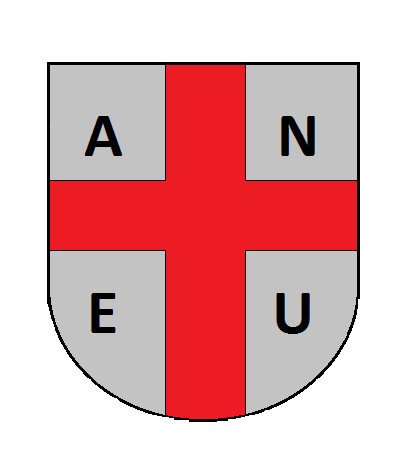
Escut antic emprat per l'ajuntament

Aquest era l'escut d'armes oficial Esterri d'Àneu a la comarca del Pallars Sobirà. Perdé vigència el 21 de febrer del 1987 quan s'aprovà, adaptat a la normativa vigent sobre símbols catalans oficials, l'escut actual. La seva descripció heràldica és:
Escut d'argent, una creu plana de gules; a cada camp d'argent, una de les lletres que formen el seu nom, ÀNEU (sense l'accent a la A, però).
Esterri és la població principal de la vall d'Àneu, representada a l'escut; a dins hi ha el senyal parlant dels comtes de Pallars Sobirà, les tres palles d'or, ja que la vila pertanyia a aquest comtat. La creu de sable, un senyal tradicional, és el símbol de sant Pere, patró de la localitat.